# Cadillac solitario
«Cadillac solitario» es una canción del grupo de rock español Loquillo y Trogloditas, compuesta por Sabino Méndez.

## Descripción
Con influencia de rock y ritmo lento, se trata de una clásica balada de rock, con alusiones a elementos emblemáticos del rock como la ciudad de Los Ángeles o el modelo Cadillac de automóvil al que alude el título de la canción. Tema de amores olvidados, ambientada en Barcelona, en las laderas del Tibidabo, cuna del autor.
La canción fue publicada de nuevo por la banda en su versión en directo para el álbum ¡A por ellos...! que son pocos y cobardes (1989), siendo en esta nueva edición cuando alcanzó mayores cotas de éxito.
El tema ha sido calificado por la revista Rolling Stone en el número 35 de las 200 mejores canciones del pop rock en español, según el ranking publicado en 2010.
En palabras del autor, En realidad lo que quería hacer era una mezcla de Roy Orbison con Don McLean, The Clash y Springsteen. Al final lo que me salió se pareció más a Willy DeVille y a los punks de barrio.
Alcanzó el número 1 de la lista confeccionada por la cadena de radiofórmula española Los 40 Principales el 12 de agosto de 1989.

## Versiones
La canción ha sido versionada por la banda uruguaya Buitres Después de la Una para su álbum Rantifusa de 1998.
Interpretada en el primer episodio de la tercera temporada de la serie de televisión Paquita Salas (28 de junio de 2019) por Brays Efe, Macarena García, Cayetana Guillén Cuervo y Manu Guix al piano.
En 2020, aparece otra versión en el álbum Cleptomanías I del cantautor José Riaza.      También, en 2023, Chico Blanco (Pablo Cobo) hizo una versión con ciertos retoques en la letra y cambiando las melodías, haciendo de esta canción una mucho más tranquila y actualizada mediante un sintetizador .

## Posicionamiento en listas
| País   | Lista              | Mejor posición |
| ------ | ------------------ | -------------- |
| España | Los 40 principales | 1              |